# Micropompe

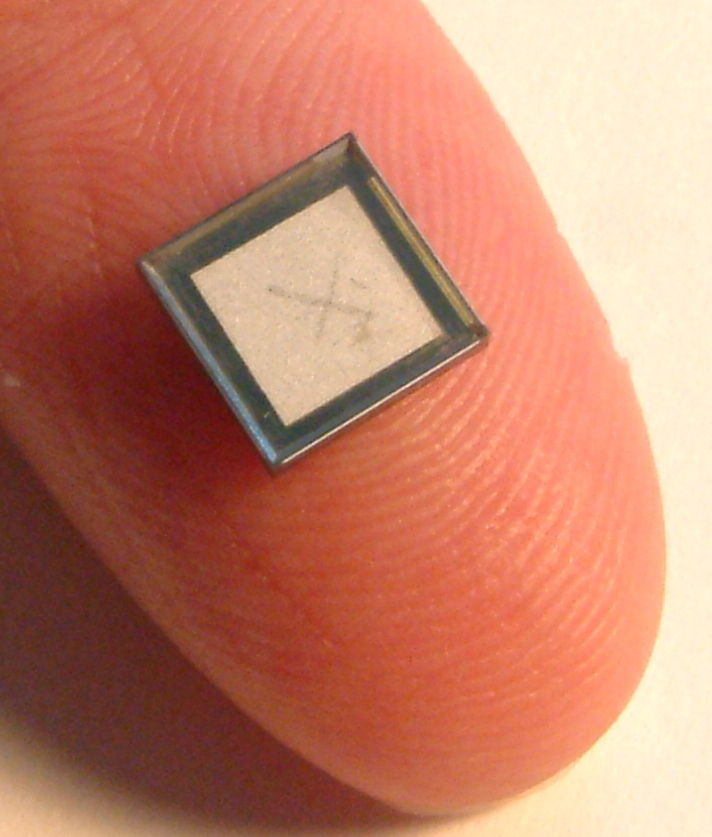
Une micropompe

Une micropompe est un dispositif gérant l’aspiration et le refoulement à l’échelle micrométrique d’un fluide comme le font les pompes traditionnelles aux échelles supérieures.
Les micropompes sont généralement issues de la recherche en microfluidique. Leur développement a réellement été amorcé dans les années 1980, à la suite de l’introduction des micro- et nanotechnologies : la première micropompe, réalisée par H.T.G. Van Lintel, F.C.M. Van de Pol et S. Bouwstra date de 1988.
Les micropompes se répartissent en deux catégories : 
- les micropompes dites « mécaniques » qui utilisent des pièces mobiles pour agir sur le fluide. La partie mobile (membranes, valve) peut être mue, le plus couramment, par énergies magnétique, pneumatique ou encore par piézoélectricité ;
- les micropompes dites « énergétiques », où une énergie électrique ou magnétique, la plupart du temps, est transférée au fluide et induit son déplacement. Typiquement, cela se fait par électro-osmose ou par électro-hydro-dynamique.

Les différents principes de fonctionnement sont présentés dans les publications de D.J. Laser et J.G. Santiago ainsi qu'à ceux de P. Woias.
L'utilisation des micropompes se développe dans les microsystèmes électromécaniques ainsi que dans les laboratoires sur puce.